# Riofrío de Riaza
Riofrío de Riaza è un comune spagnolo di 59 abitanti situato nella comunità autonoma di Castiglia e León.